# 푸 파이터스
푸 파이터스(Foo Fighters)는 너바나의 드러머였던 데이브 그롤이 1995년에 결성한 미국의 록 밴드이다. 푸 파이터스라는 이름은 제2차 세계 대전 당시 사용되었던 미확인 비행 물체를 뜻하는 용어 “푸 파이터”에서 온 것이다.
〈Everlong〉, 〈Learn to Fly〉, 〈Best of You〉, 〈The Pretender〉 등의 많은 히트곡들을 보유하고 있으며, 《There Is Nothing Left to Lose》와 《One by One》, 《Echoes, Silence, Patience & Grace》는 그래미상 "최고의 록 음반" 부문에서 수상하였다.

## 역사

### 결성과 데뷔 음반
데이브 그롤은 3년 반 동안 너바나의 드러머로 활동하였으며, 잘 알려지지는 않았으나 많은 곡들을 작곡해왔다. 커트 코베인이 사망하고 약 6개월 뒤, 그롤은 시애틀의 로버트 랭 스튜디오에서 프로듀서 친구 배럿 존스와 함께 음반을 준비하였다. 〈X-Static〉의 기타를 아프간 휘그스의 그렉 둘리가 맡은 것을 제외하고, 모든 곡의 악기와 보컬을 그롤이 직접 맡아 음반이 완성되었다.
푸 파이터스가 원맨 프로젝트가 되지 않길 원했던 그롤은 밴드원을 찾기 시작하였다. 너바나의 멤버였던 크리스 노보셀릭도 주요 후보였으나, 노보셀릭과 그롤 둘 다 밴드가 너바나의 부활이 되지 않을까 우려하여 결국 합류하지 않았다. 시애틀의 밴드 서니 데이 리얼 이스테이트의 해체 소식을 들은 그롤은 밴드의 베이시스트였던 네이트 멘델과 드러머 윌리엄 골드스미스를 멤버로 발탁하였다. 너바나의 비공식 멤버였던 팻 스미어가 세컨드 기타리스트로 합류하여 밴드가 완성이 되었다.
첫 번째 싱글 〈This Is a Call〉이 1995년 6월에 발매되었고, 한 달 후에 정규 음반 《Foo Fighters》가 발매되었다. 이어서 〈I'll Stick Around〉와 〈For All the Cows〉, 〈Big Me〉가 싱글로 발매되었다. 푸 파이터스는 발매 이후 몇 달간을 투어로 보냈으며, 8월에는 잉글랜드에서 열리는 레딩 페스티벌에도 참가하였다.

### 《The Colour and the Shape》
투어 공연을 마친 뒤 푸 파이터스는 프로듀서 길 노턴과 함께 다시 스튜디오에 돌아와 두 번째 음반 작업을 시작하였다. 얼마 후 골드스미스가 밴드에서 탈퇴하였고, 두 번째 음반 《The Colour and the Shape》는 1997년 5월 20일에 발매되었다. 싱글로는 〈Monkey Wrench〉, 〈Everlong〉, 〈My Hero〉, 〈Walking After You〉가 발매되었다.
드러머가 필요해진 그롤은 앨러니스 모리세트의 투어 드러머였던 테일러 호킨스에게 밴드원 추천을 부탁하였고, 호킨스가 자신을 추천하여 멤버로 합류하게 되었다. 1997년 9월, MTV 비디오 뮤직 어워드 시상식장 바깥 거리에서 팻 스미어는 자신이 밴드에서 탈퇴하게 되었으며, 새로운 멤버로 그롤이 스크림에서 활동할 당시의 밴드메이트였던 프란츠 스톨이 새로운 멤버가 되었음을 발표하였다. 한편 스톨은 세 번째 음반의 녹음 전에 밴드에서 탈퇴를 요청 받아 떠났다.

### 《There Is Nothing Left to Lose》
밴드는 다시 스튜디오로 복귀하여 세 번째 음반 《There Is Nothing Left to Lose》의 작업에 돌입하였다. 녹음 작업이 끝난 후, 밴드는 기타리스트를 채용하기 위해 오디션을 열었으며, 노 유즈 포 어 네임과 미 퍼스트 앤드 더 김미 김미스의 멤버였던 크리스 시프렛을 채용하였다. 그는 원래 투어 기타리스트로 밴드에 합류하였지만, 네 번째 음반 녹음 전에 공식적인 멤버가 되었다.
《There Is Nothing Left to Lose》는 1999년 11월에 발매되었으며, 싱글로는 〈Learn to Fly〉, 〈Stacked Actors〉, 〈Generator〉, 〈Breakout〉, 〈Next Year〉가 발매되었다. 이 중 〈Learn to Fly〉는 핫 100 19위에 오르며 푸 파이터스 최초의 핫 100 진입 싱글이 되었다.

### 《One by One》
2001년 말 경, 밴드는 로스앤젤레스의 스튜디오에서 네 번째 음반 작업을 시작하였다. 네 달 간의 작업으로 앨범을 완성한 후, 그롤은 퀸스 오브 더 스톤 에이지의 음반 《Songs for the Deaf》의 작업을 도왔다. 이 작업이 끝난 후, 그롤은 밴드를 다시 소집하여 음반의 대부분을 다시 녹음하였다. 네 번째 음반은 2002년 10월에 《One by One》이라는 이름으로 발매되었다. 이 음반에서는 〈All My Life〉, 〈Times Like These〉, 〈Low〉, 〈Have It All〉이 싱글로 발매되었다.

### 《In Your Honor》
다음 음반 《In Your Honor》는 2005년 6월 14일에 발매되었다. 이 음반은 더블 음반으로 제작되어 한 장에는 록 음악, 한 장에는 어쿠스틱 음악들이 수록되었다. 이 음반에서는 〈Best of You〉, 〈DOA〉, 〈Resolve〉, 〈No Way Back〉, 〈Miracle〉이 싱글로 발매되었다.
2006년 6월 17일, 푸 파이터스는 페스티벌을 제외한 그들의 공연 중 가장 최대의 규모였던 공연을 런던 하이드 파크에서 가졌다. 줄리엣 앤드 더 릭스, 에인절스 & 에어웨이브스, 퀸스 오브 더 스톤 에이지, 모터헤드가 서포팅 밴드로 참가하였으며, 퀸의 브라이언 메이와 로저 테일러도 깜짝 출연하여 〈We Will Rock You〉의 일부를 연주하기도 하였다.
2006년 11월에는 첫 라이브 음반 《Skin and Bones》를 발매하였다. 이 음반에는 2006년 여름에 열린 어쿠스틱 공연의 곡들이 수록되었다. 이 공연에는 이전 멤버였던 팻 스미어와 바이올린 연주자 페트라 헤이든, 퍼커션에 드루 헤스터, 키보드와 피아노 연주에 밴드 월플라워스의 래미 재피가 합류하여 공연을 가졌다.

### 《Echoes, Silence, Patience & Grace》
밴드는 《The Colour and the Shape》의 프로듀서였던 길 노턴과 함께 여섯 번째 음반을 제작하였다. 음반의 녹음을 끝내고 얼마 되지 않아 밴드는 2007년 7월에 열린 런던 웸블리 경기장에서 열린 라이브 어스 공연에 참가하였다. 새 음반 《Echoes, Silence, Patience & Grace》는 2007년 9월 25일에 발매되었다. 첫 싱글 〈The Pretender〉는 라디오를 통해 8월에 공개되었으며, 메인스트림 록 차트에 1위에 올랐으며, 모던 록 차트에서는 18주간 1위에 올라있었다. 이어서 〈Long Road to Ruin〉이 2007년 12월 3일에 두 번째 싱글로 발매되었다. 2008년 그래미상에서 《Echoes, Silence, Patience & Grace》는 최고의 록 음반, 〈The Pretender〉는 최고의 하드 록 부문에서 수상하였다.

## 구성원
- 데이브 그롤(Dave Grohl) - 리드 보컬, 기타
- 네이트 멘델(Nate Mendel) - 베이스 기타(1995년 ~ 현재)
- 팻 스미어(Pat Smear) - 기타(1995년 ~ 1997년, 2010년 ~ 현재)
- 테일러 호킨스(Taylor Hawkins) - 드럼, 보컬(1997년 ~ 2022년)
- 크리스 시프렛(Chris Shiflett) - 기타, 배킹 보컬(1999년 ~ 현재)
- 라미 자피(Rami Jaffee) - 키보드, 피아노(2017년 ~ 현재)

### 이전 멤버
- 윌리엄 골드스미스(William Goldsmith) - 드럼(1995년 ~ 1997년)
- 프란츠 스톨(Franz Stahl) - 기타(1997년 ~ 1999년)

## 음반 목록

### 라이브 음반
- 《Skin and Bones》(2006년 11월 7일)

### 컴필레이션
- 《Greatest Hits》(2009년 11월 5일)
- 《Medium Rare》(2011년 4월 16일)

### EP
- 《Five Songs and a Cover》(2005년 11월 20일)
- 《iTunes Festival: London 2011》(2011년)
- 《Songs from the Laundry Room》(2015년 4월 18일)
- 《Saint Cecilia》(2015년 11월 23일)